# آرثر سايمور
آرثر سايمور (بالإنجليزية: Arthur Seymour)‏ هو سياسي نيوزلندي، ولد في 20 مارس 1832 في المملكة المتحدة، وتوفي في 3 أبريل 1923 في نيوزيلندا. انتخب عضو مجلس النواب النيوزيلندي.